# 958 a.C.

## Eventos
- Psusenes II vira faraó do Egito.